# جيمس مونرو (سياسي)
جيمس مونرو (بالإنجليزية: James Monroe)‏ هو دبلوماسي وسياسي أمريكي، ولد في 18 يوليو 1821 في الولايات المتحدة، وتوفي في 6 يوليو 1898 في الولايات المتحدة. حزبياً، نشط في الحزب الجمهوري. وقد انتخب عضو مجلس نواب أوهايو وانتخب عضو مجلس النواب الأمريكي.